# Francesco Malipiero
Pour les articles homonymes, voir Malipiero.
Francesco Malipiero, né à Rovigo (Italie) le 9 janvier 1824 et mort à Venise (Italie) le 12 mai 1887, est un compositeur italien.

## Biographie
Francesco Malipiero étudie au conservatoire de Venise. Il écrit un grand nombre d'opéras et de compositions symphoniques, de la musique de chambre et des pièces sacrées. Nombre de ses œuvres sont créées à La Fenice à Venise. Il est aussi un professeur de musique et de chant estimé. Il obtient de nombreuses distinctions au cours de sa carrière.
Son fils Luigi est pianiste et chef d'orchestre et son petit-fils, Gian Francesco Malipiero est compositeur et musicologue.

## Opéras
- Giovanna prima Regina di Napoli - Dramma serio per musica en 3 actes - création au Teatro Nuovissimo de Padoue - 26 décembre 1841
- Ester d'Engaddi - inedita
- Attila (renommé par Ricordi Ildegonda di Borgogna) - Dramma serio per musica en 3 actes - création au Teatro Apollo de Venise le 15 novembre 1845
- Alberigo da Romano - Dramma serio per musica en 3 actes et 20 scènes - création avec succès au Teatro La Fenice de Venise le 26 décembre 1846
- Fernando Cortez - Melodramma serio en 3 actes e 21 Scene - création au Teatro La Fenice de Venise le 18 février 1851 avec Teresa Brambilla, Raffaele Mirate et Felice Varesi
- Linda d'Isphahan - Melodramma fantastico en 5 actes et 22 scènes - création au Teatro La Fenice de Venise le 1er avril 1971

L'opéra Attila a été renommé par Ricordi Ildegonda di Borgogna pour éviter des confusions avec l'opéra homonyme de Giuseppe Verdi.